# 하파에우 시우바 (배우)
하파에우 시우바(포르투갈어: Rafael Silva, 1994년 6월 18일 ~ )은 브라질의 배우이다. 《9-1-1: 론 스타》에서 카를로스 역으로 잘 알려져 있다.

## 출연 작품

### 텔레비전
- 마담 세크리터리 (2019)
- 9-1-1: 론 스타 (2020-현재)